# Socialitat
La socialitat és la mesura en què individus d'una mateixa espècie interactuen entre ells per formar societats com a resposta adaptativa a l'entorn. Es considera un tret propi dels animals, tot i que membres d'espècies vegetals o d'altres éssers vius puguin cooperar o relacionar-se entre ells de manera complexa.

## Graus de socialitat
Els animals que presenten trets de socialitat elemental s'anomenen subsocials i comprenen aquells que tenen cura de les cries per assegurar-ne la supervivència. En un estadi superior es troben els animals que poden cohabitar temporalment per protegir-se, com per exemple dormir junts, però busquen l'aliment per separat i canvien amb facilitat de territori.
Un segon grup està format pels animals parasocials. En un primer graó es troben les espècies comunals, que comparteixen espai i protegeixen els membres del grup en cas d'atac però que cuiden cadascú les pròpies cries i no les dels altres integrants del grup. Els quasisocials, en canvi, poden ajudar els progenitors a tenir cura dels membres més joves encara que no siguin fills seus per propagar la genètica del grup. Al proper estadi, els animals semisocials tenen en compte a més a més les femelles en edat reproductiva o embarassades, que es protegeixen de manera més intensiva encara que no hi hagi un lligam directe. A més a més, presenten divisió del treball o de tasques. Aquesta divisió pot comportar un rang social .
Per acabar els animals eusocials són els que formen societats complexes amb convivència de diferents generacions i beneficis grupals diversos. Els humans es classifiquen dins d'aquest darrer grau.